# Al Sharpton
Al Sharpton (Alfred Charles „Al” Sharpton, Jr.) (ur. 3 października 1954 w Nowym Jorku) – amerykański pastor baptysta, działacz na rzecz przestrzegania praw obywatelskich, od 2006 roku gospodarz radiowego talk show Keepin’ It Real. W 2004 roku starał się o nominację na kandydata Partii Demokratycznej w wyborach prezydenckich. Broni Afroamerykanów w kontrowersyjnych sytuacjach, przez wielu uważany jest za radykała, wręcz rasistę wobec białych. Mieszka w Nowym Jorku. Jego wzorce osobowe to Martin Luther King, Jesse Jackson, James Brown.
Do wieku ok. 10 lat mieszkał w zamożnej części dzielnicy Queens, potem, gdy odszedł ojciec, przeniósł się z matką do blokowiska na Brooklynie. Od dzieciństwa był aktywny w nowojorskich kościołach, a także w świecie rozrywki: towarzyszył w trasie koncertowej Mahalii Jackson, był menedżerem Jamesa Browna jako 17-latek. Jako nastolatek pod opieką Jesse’ego Jacksona został aktywistą walczącym o lepszą pracę dla Afroamerykanów, przeciw narkotykom, zbierał pieniądze dla ubogich dzieci (National Youth Movement, założony 1971).
W 1991 roku został pchnięty nożem przez Włocha w Brooklynie, gdy przewodził protestowi po zabiciu przez Włochów Afroamerykanina Yusefa Hawkinsa. 7 lipca 2009 roku przemawiał podczas nabożeństwa żałobnego za Michaela Jacksona i otrzymał owację.
Gdy ginie czarnoskóry obywatel lub imigrant, zaatakowany przez białych, w tym policję, pojawia się Sharpton i organizuje marsz protestacyjny, zwykle w Nowym Jorku (np. sprawy Amadou Diallo – 1999, Seana Bella – 2006). Sharpton jest też skonfliktowany z nowojorskimi Żydami oraz Mormonami. W 2001 roku trafił do więzienia na 90 dni za protest niedaleko poligonu bombowego Marynarki USA w Puerto Rico. W 2008 roku urządził blokadę kilku węzłów komunikacyjnych w Nowym Jorku i został aresztowany. Popiera prawa gejów i walczy przeciw okrucieństwu wobec zwierząt.
Wielokrotnie startował w wyborach do senatu, raz na burmistrza Nowego Jorku, zawsze bez powodzenia, twierdzi jednak, że to tylko okazja do zaprezentowania swoich poglądów. Pojawia się w telewizyjnych politycznych talk show, w epizodach w filmach (np. Malcolm X), serialach – często policyjnych.
Jego organizacja National Action Network (zał. 1991 w celu zwiększania wykształcenia wyborców, pomocy ubogim, wspierania małych lokalnych przedsiębiorstw) otrzymuje pieniądze od wielkich korporacji, które pragną uniknąć bojkotów, wieców, i w roku 2008 miała duże zaległości podatkowe.